# Roman von Anrep-Elmpt
Roman von Anrep-Elmpt (Reinhold von Anrep-Elmpt, ros. Роман [Рейнгольд] Иосифович Анреп-Эльмпт, ur. 30 stycznia 1834 w Kursku, zm. 26 sierpnia/8 września 1888 w Birmie) – rosyjski podróżnik.
Urodził się w Kursku w 1834 roku, jako syn generała Josifa Romanowicza von Anrep(-Elmpt) i Cecylii von Elmpt. Uczył się w Rydze i w Korpusie Kadetów w Petersburgu. Uczestniczył w wojnie krymskiej. Po 1870 roku brał udział w wielu podróżach, obejmujących pięć kontynentów. Zmarł na gorączkę tropikalną podczas wyprawy do brytyjskiej Birmy.

## Książki
- Die Sandwich-Inseln oder das Inselreich von Hawaii. Leipzig: Verlag von Wilhelm Friedrich (1885)
  - Die Sandwich Inseln. Vdm Verlag. ISBN 3-8364-3888-7 (2008)
- Australien. Eine Reise durch den ganzen Welttheil. Dritter Band. Leipzig: Verlag von Wilhelm Friedrich (1886)